# Орлюк Андрій Іванович
Андрій Іванович Орлюк (народився 21 січня 1985 у м. Гродному, СРСР) — білоруський хокеїст, нападник. Виступає за ХК «Вітебськ» в Білоруській Екстралізі. Майстер спорту. 
Вихованець СДЮШОР-10 (Гродно). Виступав за «Німан» (Гродно), ХК «Брест», «Металург» (Жлобин),  ХК «Брест».
Фіналіст Кубка Білорусі (2010); срібний призер чемпіонату Білорусі серед команд вищої ліги (2004).